# Sangay Nemzeti Park
A Sangay Nemzeti Park (spanyolul: Parque Nacional Sangay) Ecuador egyik természetvédelmi területe. A parkban több mint 300 tó van, két aktív tűzhányó (a névadó Sangay és a Tungurahua) emelkedik, és trópusi esőerdők éppúgy megtalálhatók benne, mint gleccserek. 1975 nyarán alapították, 1983 óta Világörökség része.

## Földrajz
A közel 5200 km²-es nemzeti park Ecuador középső részén, az Andok hegységben terül el, közigazgatásilag négy tartományhoz (Cañar, Chimborazo, Morona Santiago és Tungurahua) tartozik, ebből mintegy 80%-a Morona Santiagóhoz. Felszíne rendkívül változatos, a tengerszint feletti magasság 1000 métertől egészen 5230 méterig terjed, ennek megfelelően a hőmérséklet és a csapadékmennyiség is igen tág határok között mozog: előbbi 6 és 24 °C között, utóbbi pedig évi 500 és 4000 mm között. A két aktív tűzhányó, a Sangay és a Tungurahua mellett egy kialudt vulkán is található itt, az El Altar. 327 tava közül a legjelentősebbek az Altar és az Ozogoche tórendszerhez tartozók, valamint az Atillo, a Sardinayacu, a Culebrillas és a Negra nevű tó. Ugyancsak itt található az El Placer nevű melegvíz-forrás. A nemzeti park területén ered az Upano folyó, másik jelentős vízfolyása pedig a délkeleti határát is jelentő Paute, amelynek az ország villamosenergia-termelésében is fontos szerepe van.
Nyugati, magasan fekvő része a Baños és Riobamba közötti úton közelíthető meg, amely a Pánamerikai főútvonal részeként folytatódik Riobamba és Azogues között. Erről a részről számos alacsonyabb rendű út indul a park felé, köztük a Guamote és Macas közötti út, amely átvezet a parkon, és amelyen indulva érhető el legkönnyebben a Sangay vulkán. Az alacsonyabban fekvő, keleti rész központi tengelye a Macas és Puyo közötti út.
A parkban még ma is élnek ősi népek leszármazottai: magasabb részein a cañarik és a puruhák, a vadonban pedig a shuarok. Területén áthalad az ősi inka úthálózat, a Qhapaq Ñan egy része is.

## Élővilág
A nagy magasságkülönbségeknek és az ez által okozott éghajlati eltéréseknek köszönhetően az élővilág rendkívül változatos. Növénytakarójában előfordulnak alacsony- és magashegységi örökzöld erdők, hegyi köderdők, többféle páramo, hidegtűrő növények, nedves matorralok és tavi társulások egyaránt. Az itt előforduló 3000 növényfajból 586 endémikus, ezek 45%-a valamilyen orchidea.
Több mint 500 gerinces állatfaja közül különböző források szerint 343–400 madár, 100–107 emlős, 25–90 kétéltű és 14–26 hüllő és 17 hal. Előfordul itt a pápaszemes medve, a hegyi tapír, a jaguár és a puma is, és vannak hangyászok és sülök is. Endémikus állata többek között a Cavia tschudii nevű tengerimalacféle és a Cryptotis montivaga nevű kisfülűcickány.

## Képek

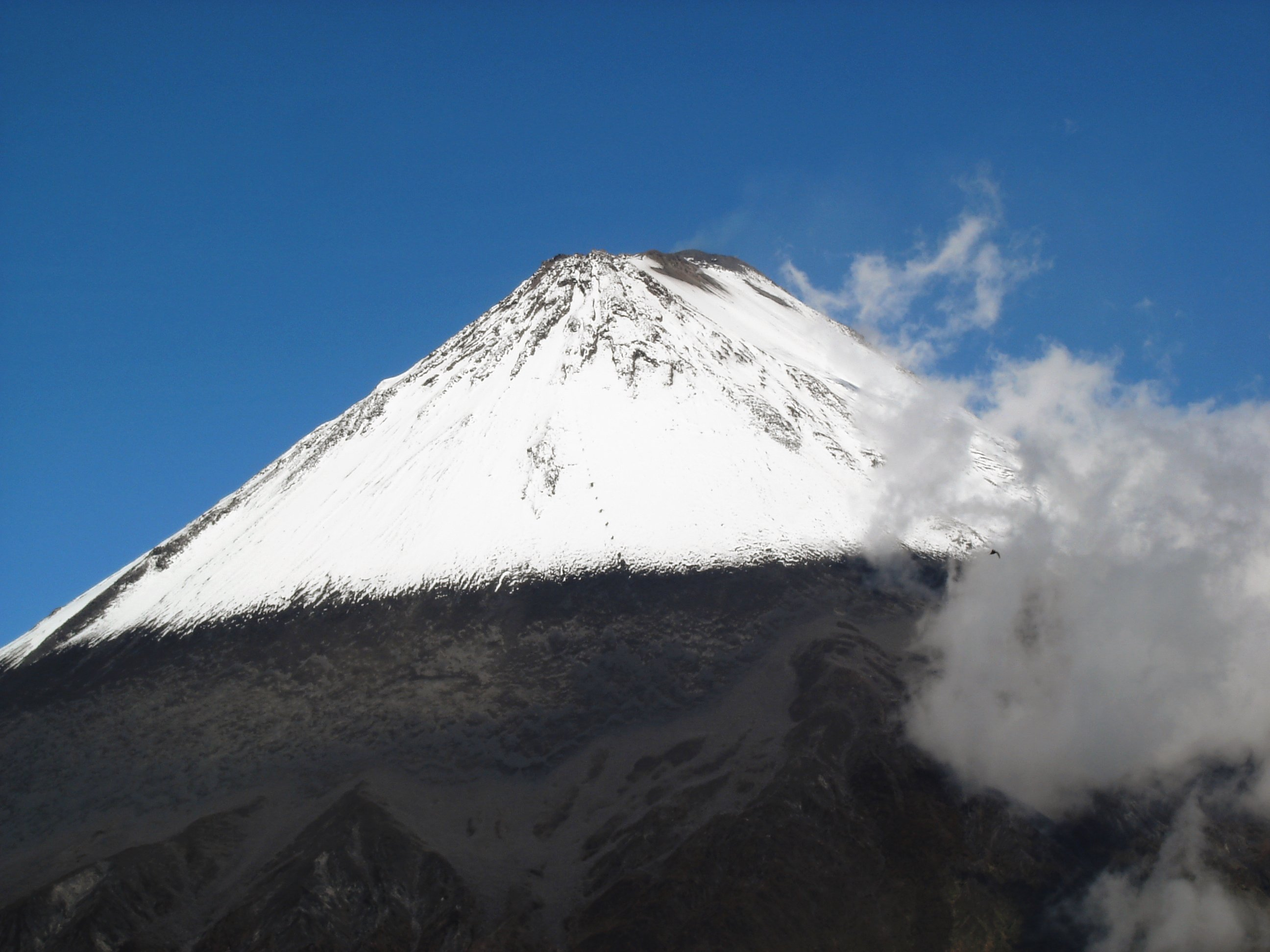
A Sangay
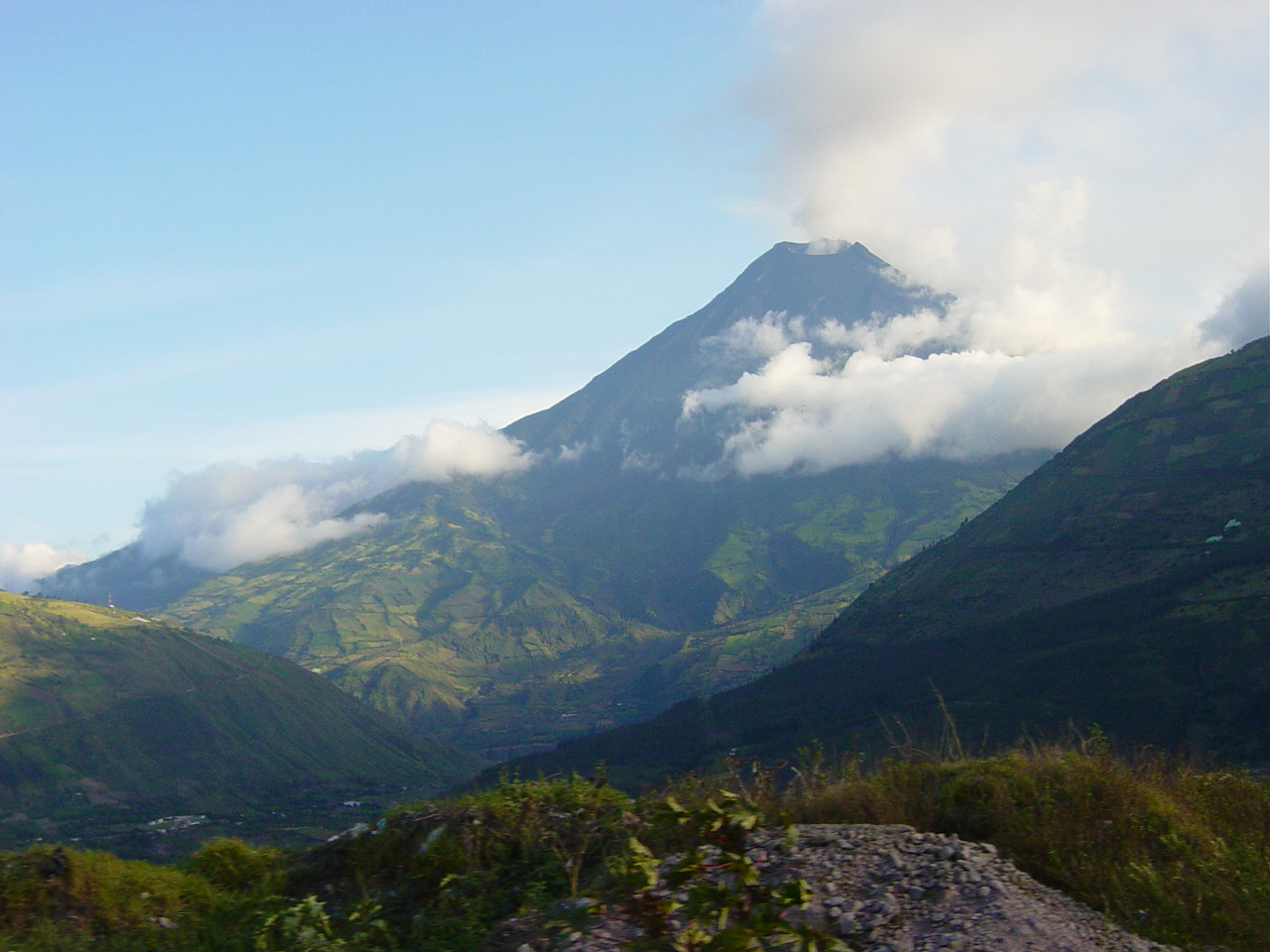
A Tungurahua
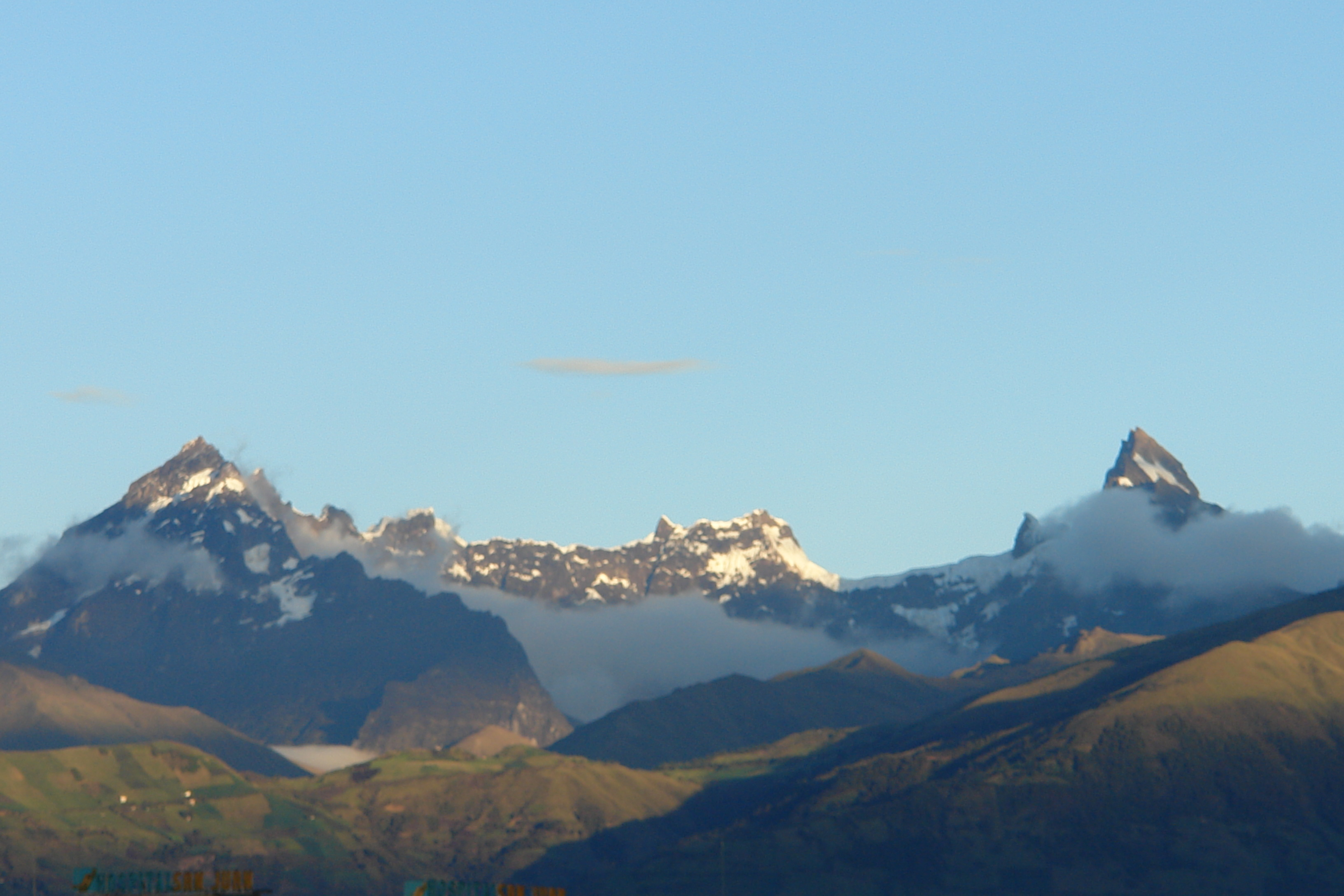
Az El Altar
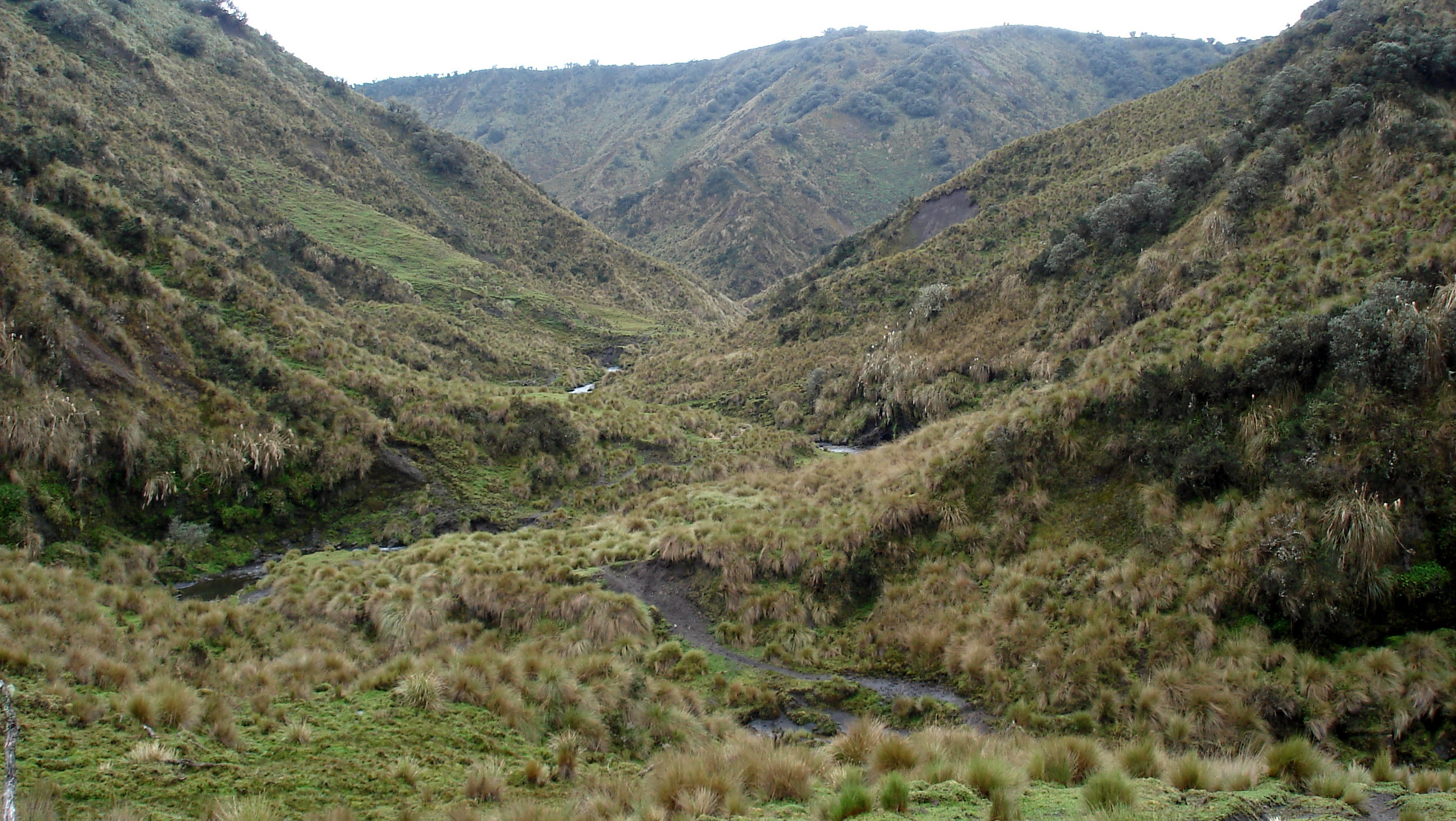
Tájkép